# Бобононг
Бобононг (англ. Bobonong) — місто на сході Ботсвани, на території Центрального округу.

## Географія
Місто знаходиться в південно-східній частині округу, на правому березі річки Мотлоуце, на відстані приблизно 380 кілометрів на північний схід від столиці країни Габороне. Абсолютна висота — 728 метрів над рівнем моря.

## Населення
За даними офіційного перепису 2011 року чисельність населення становила 17 352 осіб.
Динаміка чисельності населення міста за роками:
| 1981  | 1991  | 2001   | 2011   | 2013   |
| ----- | ----- | ------ | ------ | ------ |
| 4 711 | 7 708 | 14 622 | 17 352 | 18 083 |

## Цікаві факти
За 15 кілометрів на північ міста розташовані пагорби Лепоколе, що є продовженням пагорбів Матобо. Пагорби відомі перш за все своїми наскельними малюнками.

## Транспорт
Найближчий аеропорт розташований в місті Селебі-Пхікве.